# Charles Silmon
Charles Silmon (né le 4 juillet 1991 à Waco) est un athlète américain, spécialiste des épreuves de sprint.

## Biographie
Étudiant à la Texas Christian University de Fort Worth, au Texas, Charles Silmon se distingue lors des Championnats du monde juniors 2010 de Moncton au Canada. Deuxième de l'épreuve du 100 mètres derrière le Jamaïcain Dexter Lee, il porte son record personnel à 10 s 23. Il s'adjuge par ailleurs le titre mondial du relais 4 × 100 m en compagnie de ses coéquipiers américains. 
En juin 2012, lors des Championnats NCAA de Des Moines, Silmon établit le temps de 10 s 05 et améliore de 15/100e de seconde son record personnel sur 100 m. Lors des Championnats NACAC des moins de 23 ans se déroulant à Irapuato au Mexique, il décroche la médaille de bronze du 100 m (10 s 17) et remporte le titre continental du 4 × 100 m. 
Le 21 juin 2013, Charles Silmon franchit pour la première fois de sa carrière la barrière des dix secondes en se classant troisième des championnats des États-Unis, à Des Moines, dans le temps de 9 s 98 (+1,1 m/s), devancé initialement  par Tyson Gay (disqualifié pour dopage) et Justin Gatlin (9 s 89). Il obtient du même coup sa qualification pour les mondiaux de Moscou. 
En juin 2014, il termine 4e du 100 m lors des championnats américains en 10 s 28, vent défavorable de 1,7 m/s.

### Palmarès
| Date | Compétition                   | Lieu    | Résultat | Épreuve   | Temps   |
| ---- | ----------------------------- | ------- | -------- | --------- | ------- |
| 2010 | Championnats du monde juniors | Moncton | 2e       | 100 m     | 10 s 23 |
| 2010 | Championnats du monde juniors | Moncton | 1er      | 4 × 100 m | 38 s 93 |
| 2013 | Championnats du monde         | Moscou  | 2e       | 4 × 100 m | 37 s 66 |

### Records
| Épreuve | Performance         | Lieu         | Date         |
| ------- | ------------------- | ------------ | ------------ |
| 60 m    | 6 s 60              | Fayetteville | 8 mars 2013  |
| 100 m   | 9 s 98 (+ 1,1 m/s)  | Des Moines   | 21 juin 2013 |
| 200 m   | 20 s 23 (+ 0,6 m/s) | Austin       | 25 mai 2013  |